# Вука Поп Младенова
Вука Поп Младенова (рођ. Вука Милосављевић; Параћин, 1885 - Београд, 1951), била је српска књижевница која је најплодоноснији део свог стваралачког живота провела у Врању. Њено најпознатије дело је ”Људски јади” (приче из живота старог Врања). Њена књижевна дела чувају се у Завичајном одељењу и легатима Јавне Библиотеке Бора Станковић у Врању.

## Биографија
Књижевница Вука Милосављевић - Вука Поп Младенова рођена је  у Параћину 1885. године, у свештеничкој породици. Њен отац, поп Младен, имао је порекло из врањског краја. У Параћину је Вука Поп Младенова завршила основну и женску занатску школу. Међутим, рано је остала удовица и изгубила сина јединца, што је утицало на њен животни пут. Од 1910. до 1924. године и од 1928. до 1933 године живела је у Врању, где је радила као поштански службеник. Године 1933. дефинитивно је напустила овај град. Радила је једно време у Скопљу, а потом се преселила у Београд где је и умрла 1951. године. 
Сусрет са књижевником Бором Станковићем у Врању био је кључни догађај који је утицао на њено животно опредељење. Према сведочанствима људи из тог доба, велики српски писац родом из Врања дао јој је снажан подстрек да пише о специфичној врањској средини, у којој су се у оштрим контрастима сударали старо и ново. Под тим утисцима објавила је књижевни рад ”Сусрети са Бором Станковићем”, који је штампан у листу Ново време 1944. године. За Борину приповетку ”Увела ружа” говорила је да је најлепша песма стварности. Станковић је остао њен доживотни узор.
Иако самоука, без претераног нивоа писмености и књижевног образовања, Вука Поп Младенова почела је да се бави писањем прозе, углавном кратких прича из врањског живота. Њено књижевно дело чини тридесет седам објављених прозних радова - 34 приповетке, два културолошка прилога и краћи роман ”Давија” (1942), који је извођен као драма на Радио Београду. У роману је описана велика и неостварена љубав између Туркиње Алте и Србина Томе, на драматичан и трагичан начин. Роман је  у ”Врањском гласнику” годинама касније штампао проф. др Момчило Златановић, пасионирани проучавалац књижевног наслеђа југа Србије.
Бавила се сликањем живота некадашњег, Старог Врања, који је био у знаку неговања старих адета и поштовања неписаног чаршијскога реда. Посебно се занимала за односе српских и турских породица, из чега је и произашла збирка прича “Људски јади” (Историјски архив Врање, 1972) коју су као приређивачи објавили универзитетски професор проф. др Момчило Златановић и Риста Симоновић Гочобан, тадашњи директор Историјског архива у Врању. Ове приче Вука Поп Младенова је претходно, у време Другог светског рата, објављивала у београдској штампи. Најпознатије међу њима су Чича-Недељков имендан, Марковица, Зафир сина жени, Пусти стари земани, Блага душа, Софка Хаџи Манина, Доткин жал, Стојне Попово итд.
Умрла је у Београду, 1951. године.

## Најважнија дела
- Давија (роман, 1942)
- Сусрети са Бором Станковићем (есеј, 1944)
- Људски јади (приче из живота старог Врања, 1972)

## Галерија
- Збирку прича ”Људски јади” објавио је Историјски архив у Врању 1972. године
- Збирка приповедака ”Људски јади” налази се у Завичајном одељењу и легатима Библиотеке Бора Станковић у Врању